# Leche rizada
Le leche rizada (de l'espagnol leche rizada, prononcé en espagnol : [ˈle.tʃe ri.ˈθa.ða], « lait frisé ») est un entremets glacé élaboré à partir de lait, de sucre, de cannelle et aromatisé à la pelure d'agrumes, habituellement de citron. Cet entremets est tout particulièrement répandu dans la région de Grenade, en Espagne.
Quand il est servi, sa texture crémeuse ressemble à celle de la crème glacée, mais elle devient fluide rapidement, c'est pourquoi cet entremets est souvent servi avec une cuillère et une paille.
Le leche rizada peut également être utilisé comme base pour d'autres préparations, par exemple, la crème glacée de leche rizada ou le granizado de leche rizada.
Le leche rizada ne doit pas être confondu avec le leche merengada, qui contient de la meringue, elle-même faite à partir de sucre et de blanc d’œuf. Cependant, dans certains établissements ces définitions sont utilisées de manière relâchée, et le granizado de leche rizada est appelé leche rizada ou leche merengada.

## Origine
L'origine du leche rizada n’est pas tout à fait claire, car cet entremets est également populaire dans les îles Canaries, en Espagne, où il est préparé avec une recette légèrement différente.
L'origine de la préparation réalisée dans la région de Grenade date d’il y a plus de cent ans par une famille grenadine qui ramenait de la glace de la Sierra Nevada et qui, plus tard, était utilisée pour la préparation d’entremets glacés.

## Préparation
D'abord le lait est mis à bouillir avec le sucre, les bâtons de cannelle et le zeste de citron. Il faut ensuite le laisser refroidir et le filtrer pour éliminer la cannelle et le citron. Il est ensuite mis en sorbetière et finalement au congélateur. Le leche rizada est souvent servi dans un verre et saupoudré de cannelle moulue.

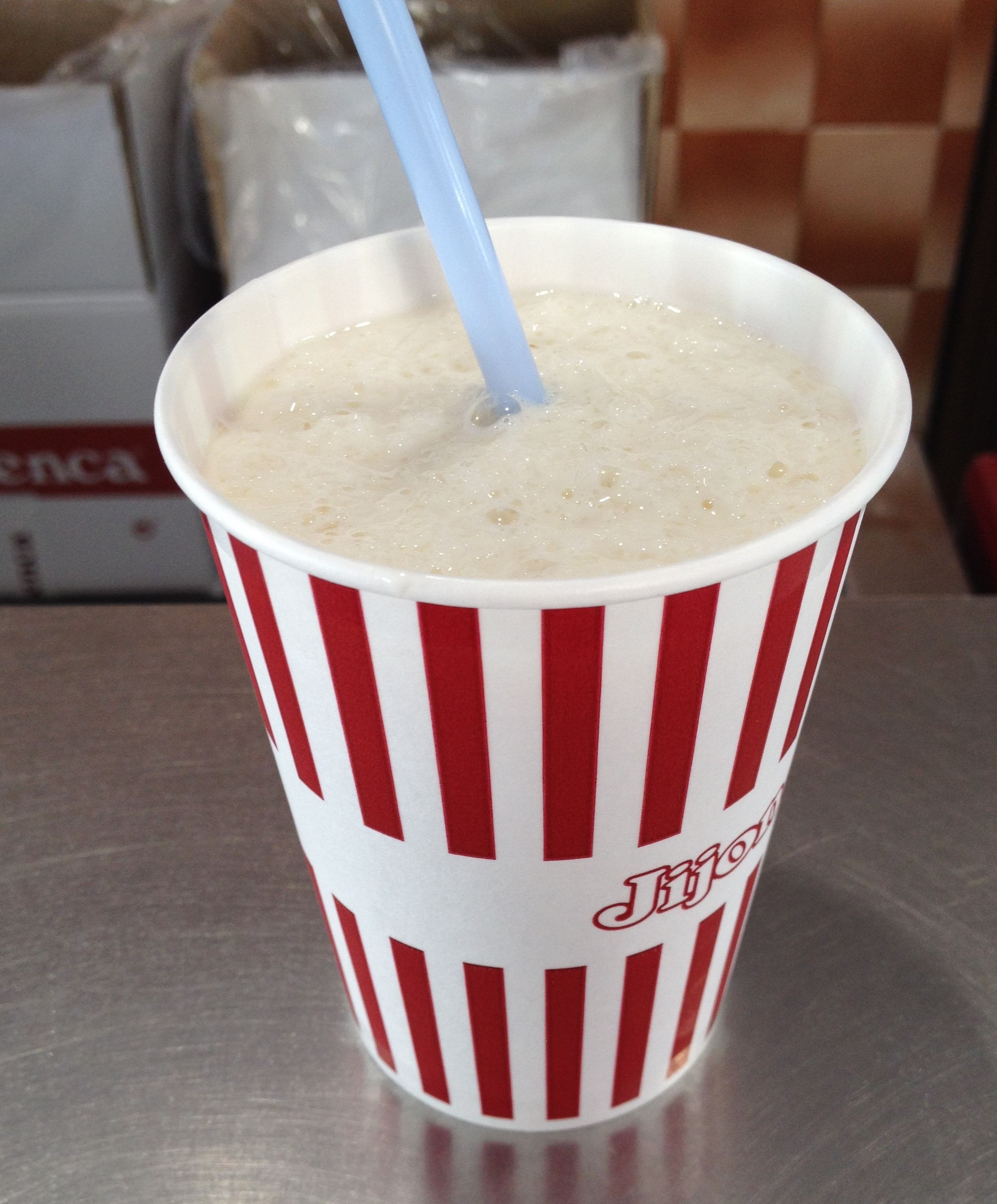
Granizado de leche rizada.
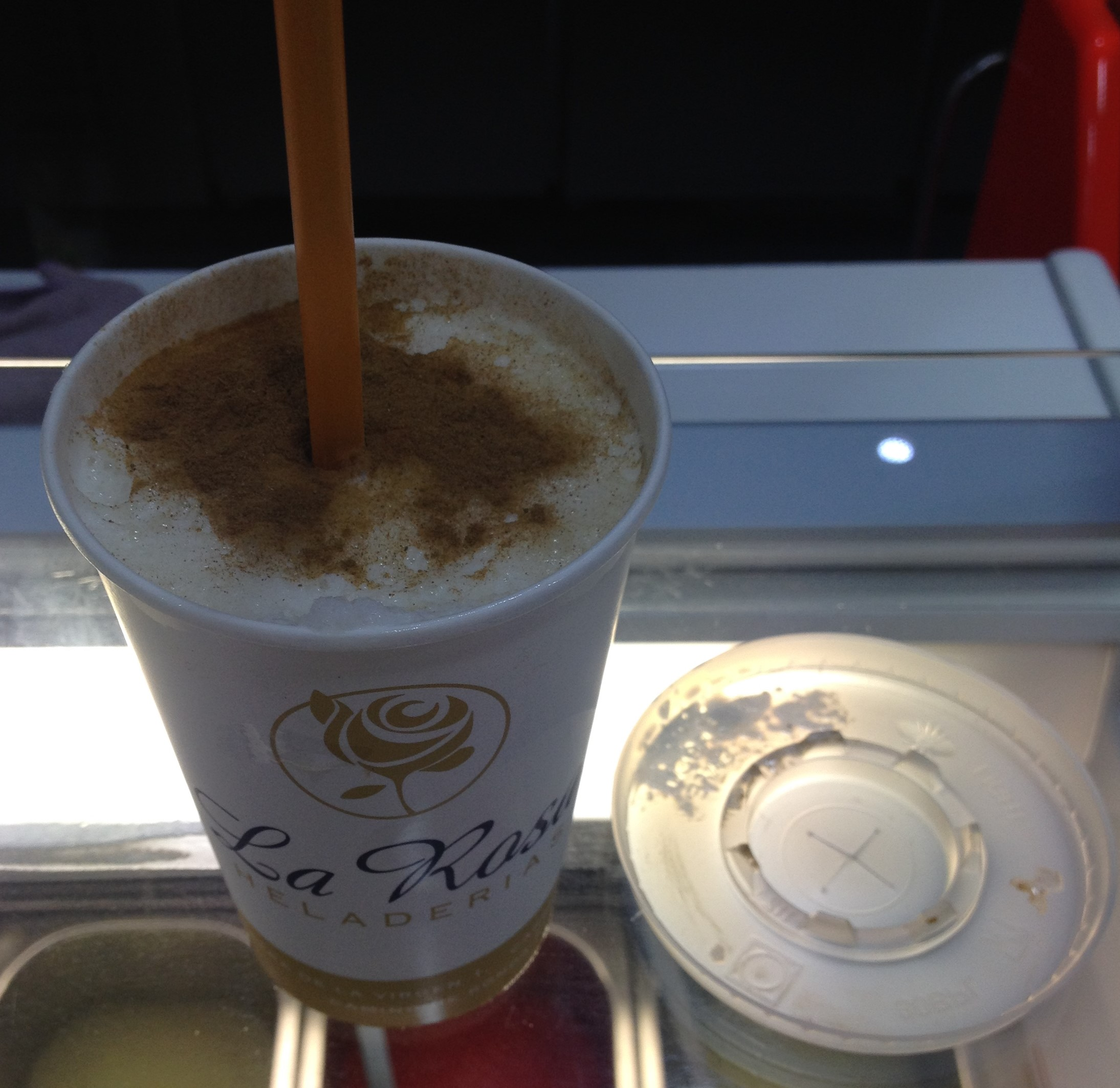
Granizado de leche rizada saupoudré de cannelle moulue.
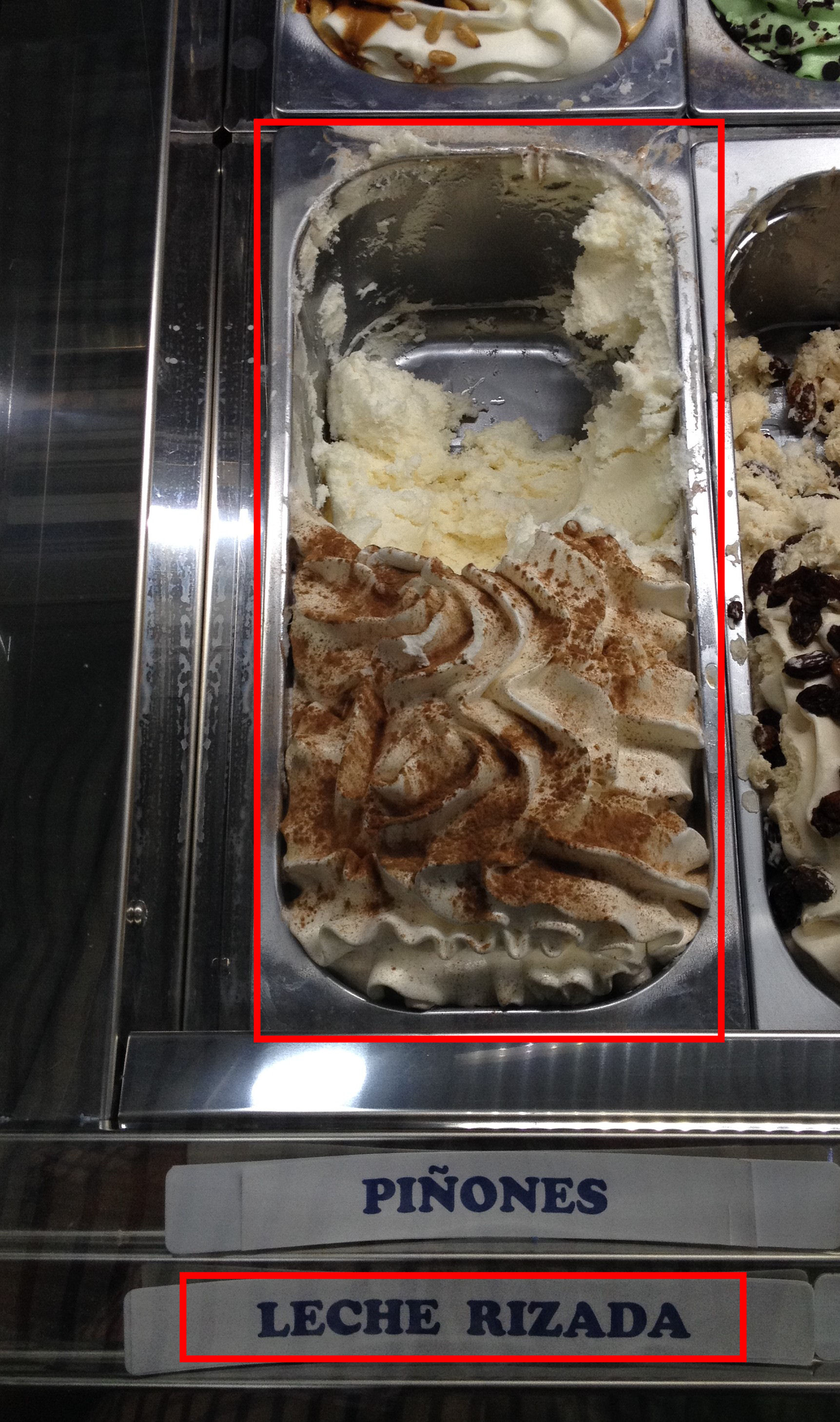
Crème glacée de leche rizada.